# Трудовая улица (Москва)
Трудова́я у́лица — улица в центре Москвы в Таганском районе между Большой Андроньевской улицей и улицей Рогожский Вал.

## История
До 1919 года существовало пять Рогожских улиц (по названию Рогожской ямской слободы, бывшей здесь в XVII—XVIII веках), которые были переименованы соответственно в Школьную, Библиотечную, Вековую, Пролетарскую и Трудовую. Новые названия были выбраны произвольно (без привязки к реальным объектам), как абстрактные символы культуры и труда. 5-й Рогожской в 1919 году было присвоено идеологическое название Трудовая улица.

## Описание
Трудовая улица начинается от Большой Андроньевской, проходит на восток параллельно Малому Рогожскому переулку, пересекает Малую Андроньевскую и выходит на Рогожский Вал.

## Здания и сооружения
По нечётной стороне:
По чётной стороне: